# Кальнинское
Кальнинское — деревня в Череповецком районе Вологодской области.
Входит в состав Тоншаловского сельского поселения, с точки зрения административно-территориального деления — в Тоншаловский поссовет.
Расстояние по автодороге до районного центра Череповца — 15 км, до центра муниципального образования Тоншалово — 3 км. Ближайшие населённые пункты — Носовское, Тоншалово, Войново.
По данным переписи в 2002 году постоянного населения не было.